# Rockpalast
Rockpalast es un álbum en directo de la banda inglesa de rock progresivo Porcupine Tree, cuyo nombre proviene del festival en el que fue grabado el disco el día 19 de noviembre de 2005 en el Live Music Hall de Colonia, Alemania. Fue también grabado por la Rockpalast TV con la intención de realizar un especial, aunque no aparecen en él todas las canciones interpretadas por la formación. Sólo puede adquirirse por medio de una descarga desde la página web oficial de la banda, ya que no se distribuyó ninguna copia por las tiendas de música. La mayoría de las canciones interpretadas pertenecen a los discos In Absentia y Deadwing, excepto "Radioactive Toy" del disco On the Sunday of Life.... Los vídeos de las canciones "Futile" y "Radioactive Toy" fueron incluidos en el DVD en directo de la banda, Arriving Somewhere.

## Lista de canciones

### Disco uno
1. "Intro" – 1:00
2. "Open Car" (Wilson) – 4:45 (de Deadwing)
3. "Blackest Eyes" (Wilson) – 5:37 (de In Absentia)
4. "Lazarus" (Wilson) – 4:17 (de Deadwing)
5. "Futile" (Wilson/Harrison) – 6:29 (Cara-B de In Absentia)
6. "Mellotron Scratch" (Wilson) – 7:23 (de Deadwing)
7. "Mother and Child Divided" (Wilson/Harrison) – 5:23 (Cara-B de Deadwing)
8. ".3" (Wilson) – 6:22 (de In Absentia)
9. "So Called Friend" (Wilson/Barbieri/Edwin/Harrison) – 5:13 (Cara-B de Deadwing)

### Disco dos
1. "Arriving Somewhere But Not Here" (Wilson) – 12:46 (de Deadwing)
2. "The Sound of Muzak" (Wilson) – 5:11 (de In Absentia)
3. "The Start of Something Beautiful" (Wilson/Harrison) – 7:27 (de Deadwing)
4. "Halo" (Wilson/Barbieri/Edwin/Harrison) – 8:36 (de Deadwing)
5. "Radioactive Toy" (Wilson) – 7:48 (de On the Sunday of Life...)
6. "Trains" (Wilson) – 7:18 (de In Absentia)

## Personal
- Steven Wilson - Mezclas, voz y guitarra
- Colin Edwin - Bajo
- Richard Barbieri - Sintetizador
- Gavin Harrison - Batería
- John Wesley - Coros y guitarra
- Reiner Kühl - Ingeniero de sonido en directo
- Erik Nacken - Productor
- Peter Sommer - Productor ejecutivo
- Lasse Hoile - Artista de la portada
- Carl Glover - Diseño

- Datos: Q945866